# Muhammad Nadžib
Muhammad Nadžib (Kartum, 20. veljače 1901. – Kairo, 29. kolovoza 1984.), egipatski general, političar, i državnik, obnašatelj dužnosti prvog predsjednika Republike Egipat.

## Životopis
Rodio se u muslimanskoj obitelji kao najstariji od devetero djece Egipćanina i Sudanke. Mjesto rođenja je glavni grad Sudana, Kartum. Potjecao je iz duge loze vojnih časnika, a otac mu je služio u egipatskoj vojsci stacioniranoj u Sudanu koji je tada bio dominion Kraljevstva Egipat. Otac nije htio da Muhammad bude vojnik jer bi onda bio samo marioneta u rukama britanske kolonijalne vlasti. Zbog toga je Muhammad učio je da postane prevoditelj, diplomirao je pravo, a imao je magisterije iz politologije i civilnog prava. Doktorat nije nikad završio, jer mu je krenula vojna karijera. Vojnik je postao u inat ocu.
Otac mu je umro kad je imao samo 15 godina, a obitelj se tada preselila u Kairo, no Muhammad i njegov mlađi brat Ali ostali su dovršiti studije. Inače kao mladiću, prijatelji u igri su mu bili nojevi i majmuni. Kuća mu je bila ukrašena raznim trofejima kao što su slonove kljove, sagovi od tigrove kože, glave nosoroga i gazela na zidu. No, najviše se volio igrati vojnicima. Sagradivši tvrđavu za igru u dvorištu, satima je osvajao svaki pedalj teritorija sa svojim vojnicima. Ženio se dva puta, no nije imao djece.
Iz vojske je nekoliko puta želio istupiti, no ostavke su mu odbijane. Stvorio je ime i karizmu. Konačno je postao general-bojnik te se priključio onome što je poznato kao Pokret slobodnih časnika. Ostali članovi pokreta su bili mladi časnici, po godinama i činu, svi ispod 35. godine, a vukli su porijeklo iz seljačkih i obitelji niže srednje klase.
Nadžib je znao govoriti engleski, francuski, talijanski i njemački jezik. Naredio je da se na vojnim akademijama uči hebrejski jer je smatrao da su Egipćani izgubili rat protiv Izraela 1948. godine ne mogavši razbiti šifre. Grupa slobodnih časnika koje predvodi mladi pukovnik Gamal Abdel Naser izvela je puč 23. srpnja 1952. godine i svrgnula kralja Faruka I. Novi kralj trebao je biti njegov šestomjesečni sin Fuad II.
Naravno, stvoreno je Vijeće revolucionarne komande. Oni su htjeli postaviti civilnog regenta i Vladu. Nakon što je Faruk I. svrgnut i protjeran iz zemlje, Nadžib je postao predsjednik, premijer i predsjednik VRK-a. Iako bi netko mogao pomisliti da je imao puno vlasti, on je zapravo bio marioneta jer je za svaku važnu odluku morao dobiti većinu glasova članova Vijeća.
Nakon borbe za vlast, Naser je postao novi predsjednik. Nadžib je izoliran u vili, a oslobođen je tek 1982. godine kad je na vlast došao Hosni Mubarak. Umro je dvije godine poslije u Kairu.
Kad bi se našao u opasnosti, uvijek bi rano ujutro pola sata proučavao Kuran.